# Sexto Piso
Sexto Piso es una editorial independiente y literaria, en su sentido más amplio, que nace en México en el año 2002 y que desembarca en España en el año 2005.
Su principal línea editorial versa sobre filosofía, literatura y reflexiones sobre problemas contemporáneos. Alejada de objetivos estrictamente comerciales, pretende crear un espacio donde se pueda acceder a ciertos textos que generalmente pasan inadvertidos pero que son pilares de la cultura universal.
La recuperación de obras poco conocidas de grandes clásicos, como Kafka, Orwell o Robert Musil, se une a la edición de algunos de los autores contemporáneos más destacados (Enrique Vila-Matas, Claudio Magris o Goran Petrović, por ejemplo), y de nuevas voces de la narrativa actual hispanoamericana (como Lolita Bosch o Emiliano Monge).

## Colecciones
La editorial cuenta con siete colecciones: Clásicos, Niños, Narrativa, Ensayo, Ilustrado, Realidades y Poesía.

## Premios
En 2004, la editorial obtuvo el Premio Internacional Young Publisher of the year y en 2008, el Premio Nacional a la Mejor Labor Editorial Cultural en México.